# Trillium petiolatum
Trillium petiolatum là một loài thực vật có hoa trong họ Melanthiaceae. Loài này được Pursh miêu tả khoa học đầu tiên năm 1813.